# Gewinnvergleichsrechnung
Die Gewinnvergleichsrechnung ist ein statisches Verfahren der Investitionsrechnung und dient zum Vergleich mehrerer Investitionsalternativen. Sie stellt eine Erweiterung der Kostenvergleichsrechnung dar, welche im Gegensatz zu dieser Erlöse mit einbezieht. Es gibt zwei Gründe für die unterschiedliche Höhe von Erlösen zweier Investitionsobjekte.
- Der erste Grund sind die unterschiedlichen quantitativen Leistungsfähigkeiten der Investitionsobjekte. Daher kann bei gleichem Erlös pro Stück ein höherer Erlös pro Periode erbracht werden, je mehr Stück pro Periode gefertigt wird, sofern der Absatzmarkt die Erzeugnisse zu einem unveränderten Preis aufnimmt.

- Der zweite Grund sind die unterschiedlichen qualitativen Leistungsfähigkeiten der Investitionsobjekte. Es ist dadurch möglich einen unterschiedlich hohen Erlös pro Stück und einen gemäß unterschiedlich hohen Erlös pro Periode zu erzielen.

Durch die Einbeziehung der Erlöse lässt sich die Vorteilhaftigkeit einer Investition besser beurteilen. Es wird der Gewinn jeder Alternative ermittelt und die gewinnmaximale Alternative ausgewählt, denn ein kostengünstiges Investitionsobjekt muss nicht unbedingt Gewinn erbringen.

## Beispiel
Innerhalb eines Unternehmens sind die folgenden Daten für zwei sich ausschließende Investitionsalternativen gegeben. Es soll mit Hilfe der Gewinnvergleichsrechnung eine der beiden Alternativen ausgewählt werden.
|                                                               | Anlage I | Anlage II |
| ------------------------------------------------------------- | -------- | --------- |
| Daten der Anlagen                                             |          |           |
| Anschaffungswert (€)                                          | 80.000,- | 120.000,- |
| Nutzungsdauer (Jahre)                                         | 8        | 8         |
| Liquidationserlös am Ende der Nutzungsdauer (€)               | 0,-      | 0,-       |
| Kapazität (LE/Jahr) – fließt jedoch nicht in die Rechnung ein | 15.000   | 15.000    |
| Angenommene Auslastung (LE/Jahr)                              | 10.000   | 15.000    |
| Kalkulationszinsfuß (%/Jahr)                                  | 10       | 10        |
| Fixe Kosten (€/Jahr)                                          | 1.000,-  | 1.700,-   |
| Variable Kosten (€/Jahr) bei obiger Auslastung                |          |           |
| Löhne und Lohnnebenkosten                                     | 16.000,- | 8.000,-   |
| Werkzeuge, Betriebsstoffe u. a.                               | 3.800,-  | 4.000,-   |
| Energie und sonstige variable Kosten                          | 1.900,-  | 2.700,-   |
| Erlös                                                         |          |           |
| Absatzpreis (€/LE)                                            | 4,50     | 3,70      |

(LE = Leistungseinheit)

### Rechnung für Anlage I
{\displaystyle {\begin{matrix}{\mbox{Abschreibungen}}&=&{\frac {80.000,00EUR-0,00EUR}{8Jahre}}=10.000,00{\frac {EUR}{Jahr}}\\&&\\{\mbox{kalkulatorische Zinsen }}&=&{\frac {80.000,00EUR+0,00EUR}{2}}\cdot 10{\frac {\%}{Jahr}}=4.000,00{\frac {EUR}{Jahr}}\\&&\\{\mbox{Variable Kosten pro Leistungseinheit }}k_{v}&=&{\frac {16.000,00{\frac {EUR}{Jahr}}+3.800,00{\frac {EUR}{Jahr}}+1.900,00{\frac {EUR}{Jahr}}}{10.000,00{\frac {LE}{Jahr}}}}=2,17{\frac {EUR}{LE}}\end{matrix}}}
{\displaystyle {\begin{matrix}{\mbox{Kosten }}K_{gesamt}&=&1.000,00{\frac {EUR}{Jahr}}+(2,17{\frac {EUR}{LE}}\cdot 10.000,00{\frac {LE}{Jahr}})+10.000,00{\frac {EUR}{Jahr}}+4.000,00{\frac {EUR}{Jahr}}\\&&\\&=&36.700,00{\frac {EUR}{Jahr}}\end{matrix}}}
{\displaystyle {\begin{matrix}{\mbox{Gewinn }}G&=&10.000{\frac {LE}{Jahr}}\cdot 4,50{\frac {EUR}{LE}}-36.700,00{\frac {EUR}{Jahr}}\\&&\\&=&8.300,00{\frac {EUR}{Jahr}}\end{matrix}}}

### Rechnung für Anlage II
{\displaystyle {\begin{matrix}{\mbox{Abschreibungen}}&=&{\frac {120.000,00EUR-0,00EUR}{8Jahre}}=15.000,00{\frac {EUR}{Jahr}}\\&&\\{\mbox{Kalkulatorische Zinsen}}&=&{\frac {120.000,00EUR+0,00EUR}{2}}\cdot 10{\frac {\%}{Jahr}}=6.000,00{\frac {EUR}{Jahr}}\\&&\\k_{v}&=&{\frac {8.000,00{\frac {EUR}{Jahr}}+4.000,00{\frac {EUR}{Jahr}}+2.700,00{\frac {EUR}{Jahr}}}{15.000,00{\frac {LE}{Jahr}}}}=0,98{\frac {EUR}{LE}}\\\end{matrix}}}
{\displaystyle {\begin{matrix}K_{gesamt}&=&1.700,00{\frac {EUR}{Jahr}}+(0,98{\frac {EUR}{LE}}\cdot 15.000,00{\frac {LE}{Jahr}})+15.000,00{\frac {EUR}{Jahr}}+6000,00{\frac {EUR}{Jahr}}\\&&\\&=&37.400,00{\frac {EUR}{Jahr}}\end{matrix}}}
{\displaystyle {\begin{matrix}G&=&15.000{\frac {LE}{Jahr}}\cdot 3,70{\frac {EUR}{LE}}-37.400,00{\frac {EUR}{Jahr}}\\&&\\&=&18.100,00{\frac {EUR}{Jahr}}\end{matrix}}}
Anlage II hat zwar einen höheren Anschaffungswert, bringt aber mehr Gewinn.

## Kritik
Die Gewinnvergleichsrechnung deckt ein breiteres Anwendungsspektrum als die Kostenvergleichsrechnung ab, da sie auch Investitionen mit verschiedenen Erlösen miteinander vergleichen kann. Ein weiterer Vorteil ist, wie auch bei der Kostenvergleichsrechnung, die einfache Anwendbarkeit. Die Gewinnvergleichsrechnung wartet jedoch auch mit einer Reihe von Nachteilen auf:
- Die Betrachtung des Gewinns ist periodenbezogen.
- Kurzfristigkeit des Gewinnvergleichs.
- Auflösbarkeit der Kosten in fixe und variable Kosten kann schwierig sein.
- Zurechenbarkeit der Erlöse.
- Nichtberücksichtigung des Kapitaleinsatzes.

In der betrieblichen Praxis wird die Gewinnvergleichsrechnung seltener angewendet als die Kostenvergleichsrechnung, obwohl sie insgesamt positiver zu beurteilen ist.